# Nguyễn Bá Lân
Nguyễn Bá Lân (阮伯麟, 1700-1785) là nhà thơ và là đại quan nhà Lê trung hưng trong lịch sử Việt Nam.
Ông cùng với Đoàn Trác Luân (anh trai nữ sĩ Đoàn Thị Điểm), Ngô Tuấn Cảnh và Nguyễn Tông Quai được người đời xưng tặng là Trường An Tứ hổ hay Trường An tứ tài .

## Tiểu sử
Nguyễn Bá Lân sinh tại xã Cổ Đô, huyện Tiên Phong (cũ), trấn Sơn Tây; nay thuộc huyện Ba Vì, ngoại thành Hà Nội. Quê tổ ba đời của ông ở làng Hoài Bão, huyện Tiên Du, trấn Kinh Bắc; sau vì thích phong thủy làng Cổ Đô nên mới dời đến đây.
Cha ông là danh sĩ Nguyễn Công Hoàn, từng được xếp hàng thứ ba trong "tứ hổ" ở kinh thành Thăng Long xưa (nhất Quỳnh, nhị Nhan, tam Hoàn, tứ Tuấn). Tuy vậy, ông Hoàn lại lận đận về đường khoa cử, không đỗ đạt gì, chỉ chuyên nghề dạy học. Các chức tước mà ông có, đều là nhờ con (Nguyễn Bá Lân) làm chức lớn nên cha được phong tặng theo tục lệ ngày trước.
Vốn hiếu học, có tài văn chương, lại được cha dạy dỗ chu đáo; nên khoa Tân Hợi (1731) đời vua Lê Thuần Tông, Nguyễn Bá Lân thi đỗ Tiến sĩ.
Buổi đầu, ông được cử làm Giám khảo kỳ thi Hội, rồi Phiên tào ở phủ chúa Trịnh Giang. Đến 1740, tức đầu đời vua Lê Hiển Tông và chúa Trịnh Doanh, thì ông đã làm Tả chấp pháp ở bộ Hình.
Sau đó, ông cùng với Đốc lãnh Trần Đình Miên (còn có tên là Cẩm) đem quân đi đánh Sơn Tây trong cuộc nổi dậy của Hoàng Công Chất.
Năm 1744, bổ ông làm Lưu thủ trấn Hưng Hóa, sau làm Đốc trấn Cao Bằng.
Năm 1756, ông được triệu về kinh đô Thăng Long nhận chức Thiêm đô ngự sử, vào phủ chúa giữ chức Bồi tụng (chức thứ hai sau Tham tụng), tước Lễ Trạch hầu, kiêm giữ chức Tế tửu Quốc Tử Giám (Hiệu trưởng).
Đến năm Bính Tuất (1766), ông xin hưu. Nhưng chẳng lâu sau, ông lại được chúa Trịnh Doanh mời ra coi việc từ tụng.
Năm 1767, xảy ra nạn hạn hán, chúa Trịnh Sâm cầu lời nói thẳng. Nguyễn Bá Lân dâng sớ xin tha thuế cho dân và minh oan cho nhiều người, đều được chúa nghe theo.
Ít lâu sau, ông lại tâu với chúa việc quân sự ở Hưng Hóa và bày mưu kế đánh dẹp cuộc nổi dậy của Hoàng Công Chất, được chúa khen giỏi, cho cai quản cơ Tả Nhuệ và làm Tuyên phủ sứ đạo Hưng Hóa.
Năm Canh Dần (1770), ông lại xin về hưu vì tuổi đã cao, nhưng chúa Trịnh Sâm chưa cho nghỉ hẳn, vì vẫn muốn lưu ông ở kinh để phòng khi hỏi đến. Xét công lao đánh dẹp, ông được thăng làm Thượng thư bộ Lễ, rồi Thượng thư bộ Hộ, hàm Thiếu bảo, được liệt vào bậc Ngũ lão hầu chúa.
Năm Ất Tỵ (1785), Nguyễn Bá Lân mất, thọ 85 tuổi, được đưa về an táng tại quê nhà. Khi mất, ông được truy tặng chức Thái tể, tước Quận công.

## Tác phẩm
Thơ văn Nguyễn Bá Lân thất lạc nhiều, hiện chỉ còn:
- Ngã Ba Hạc phú. Đây là một bài phú chữ Nôm hay có bút pháp tả thực, trào lộng, hóm hỉnh, với niềm tự hào trước vẻ nên thơ cổ kinh của một ngã ba sông[6]
- Dịch đình thừa dương xa phú (Bài phú vua cưỡi xe dê ra ngự dịch đình). Đây là bài phú chữ Hán, còn có tên là Nhất độ giang thành chương phú (Bài phú hoàn thành trên một chuyến đò ngang). Tương truyền ông đã làm bài này xong trước cha ông trong cuộc đọ tài văn chương giữa cha con (cha ông đề xướng) khi xuống đò qua sông.

Theo PGS. Hoàng Thạch Giang thì ông còn có nhiều bài phú chữ Hán khác nữa, như Cung nhân trúc điệp phú, Trương Hàn tư thuần lô phú,...được chép rải rác trong các tuyển tập phú. Ngoài ra, ông còn là tác giả một số bài thơ chữ Hán và chữ Nôm được ghi chép rải rác trong các thi tuyển xưa như: Vịnh sử thi quyển, Quốc âm thi, Mao thi ngâm vịnh thực lục...

## Nhận xét
Trích một vài nhận xét về Nguyễn Bá Lân:
- Phan Huy Chú:

Ông nổi tiếng trong sạch, cẩn thận...Khi làm tả chấp pháp, ông giữ công bình, không a dua. Gặp lúc bốn phương nhiều việc, ông được ra chốn biên trấn, vỗ về người Man, dẹp yên bọn cướp, mấy lần tỏ rõ công lao...Lúc về làm thiêm đô ngự sử và bồi tụng, khi bàn việc, ông giữ lòng trung thực, không che chở bênh vực ai, chúa khen là ngay thẳng dám nói...
- Quốc sử quán triều Nguyễn:

Nguyễn Bá Lân làm quan thanh liêm, cẩn thận, ra trấn Cao Bằng vỗ về nhân dân, dẹp yên giặc cướp, tỏ rõ công lao, vào triều tham dự chính sự thì giữ đúng pháp luật, không hề a dua... (Đại Nam nhất thống chí). Bá Lân là người có văn học, chất phác, thẳng thắn, mạnh dạn dám nói" (Việt sử thông giám cương mục).

## Ghi công
Nguyễn Bá Lân được tôn làm Thành hoàng Ngũ xã (linh thần chi phù). Lễ tế vào ngày 27 tháng Giêng hàng năm..
Nhằm đánh giá và khẳng định một cách công bằng và khoa học về Nguyễn Bá Lân, ngày 23 tháng 12 năm 1995, Viện Sử học Việt Nam và Chính quyền huyện Ba Vì đã tổ chức cuộc Hội thảo khoa học về ông. Tham dự hội thảo có các nhà sử học và nhà nghiên cứu văn học Việt Nam.
Ngày 25 tháng 02 năm 2000, tại Trung tâm hoạt động văn hóa khoa học Văn Miếu-Quốc Tử Giám Hà Nội; Hội Khoa học Lịch sử Việt Nam, Trung tâm UNESCO thông tin tư liệu lịch sử và văn hoá Việt Nam, Trung tâm Văn Miếu-Quốc Tử Giám Hà Nội, Sở Văn hoá Thông tin tỉnh Hà Tây (cũ) và Chính quyền huyện Ba Vì...đã đứng ra tổ chức Lễ kỷ niệm 300 năm ngày sinh của danh nhân Nguyễn Bá Lân (1700 - 2000).
Ngày 18 tháng 02 năm 2004, mộ và đền thờ Nguyễn Bá Lân ở xã Cổ Đô đã được ngành chức năng xếp hạng là di tích cấp quốc gia, theo quyết định số 04/2004.

## Sách tham khảo
- Phan Huy Chú, Lịch triều hiến chương loại chí (Tập 1, phần Nhân vật chí). Nhà xuất bản Khoa học xã hội, 1992.
- Bùi Duy Tân, mục từ Nguyễn Bá Lân trong Từ điển Văn học (bộ mới). Nhà xuất bản Thế giới, 2004.
- Nguyễn Q. Thắng - Nguyễn Bá Thế, Từ điển nhân vật lịch sử Việt Nam. Nhà xuất bản Khoa học xã hội, 1992.
- Hoàng Thạch Giang, Văn học thế kỷ 18 (Tập 5, Quyển 1). Nhà xuất bản Khoa học xã hội, 2003.